# Хендель, Рудольф
Рудольф Хендель (нем. Rudolf Hendel; 21 сентября 1947, Родевиш, Фогтланд — 17 июля 2023) — восточно-германский дзюдоист, чемпион (1965, 1970), серебряный (1966, 1974) и бронзовый (1967) призёр чемпионатов ГДР, победитель и призёр международных турниров, чемпион Европы 1970 и 1971 годов, участник летних Олимпийских игр 1972 года в Мюнхене. Выступал в лёгкой (до 63 кг) и полусредней (до 70 кг) весовых категориях.
На Олимпиаде Хендель выступал в средней весовой категории (до 80 кг). Немец в первой же схватке уступил чеху Петеру Яклу и выбыл из борьбы за медали, заняв итоговое 19-е место.